# Agnieszka Wosińska
Agnieszka Wosińska (ur. 12 września 1968 w Warszawie) – polska aktorka teatralna i filmowa.

## Życiorys
Ukończyła Państwową Wyższą Szkołę Teatralną w Warszawie w 1993 roku, jednak dyplom obroniła cztery lata później, w 1997 roku, kiedy również odebrała nagrodę za najlepszą piosenkę premierową, oraz wyróżnienie na 18. Przeglądzie Piosenki Aktorskiej we Wrocławiu. Związała się z Teatrem Dramatycznym w Warszawie. Na dużym ekranie pojawiła się po raz pierwszy w 1991 roku, jako pasierbica ojca Mirka w filmie Magdaleny i Piotra Łazarkiewiczów Odjazd, który to film został zrealizowany w 1995 roku jako serial telewizyjny. Sławę przyniósł jej serial TVP1 Klan, w którym od początku do sezonu 2010/11 (do odcinka 2002) wcielała się w rolę zakonnicy Doroty Lubicz. Rok 2002 przyniósł jej nagrodę Feliksa za rolę pierwszoplanową Mary w Pamięci wody w Teatrze Dramatycznym.
Ma syna, Mateusza ur. w 2007. Jej mężem był Paweł Rozwadowski (1962–2020).

## Filmografia
- 1991: Odjazd jako pasierbica ojca Mirka
- 1993: Dwa księżyce jako Gienia
- 1993: Czterdziestolatek. 20 lat później jako dziewczyna w Cricolandzie (odc. 11)
- 1995: Odjazd jako pasierbica ojca Mirka (odc. 3)
- 1997: Łóżko Wierszynina jako Gosia
- 1997–2011: Klan jako siostra zakonna Dorota Lubicz
- 1997: Darmozjad polski jako Jola
- 1999: Policjanci jako urzędniczka ZUS (odc. 2)
- 2000: Portret podwójny jako Anna
- 2003: Siedem przystanków na drodze do raju jako pani zbierająca jabłka
- 2004: Park tysiąca westchnień jako chora na wszystko
- 2004: Na dobre i na złe jako Alina (odc. 190)
- 2004: Pensjonat pod Różą jako Ilona Perska (odc. 82 i 83)
- 2005: Kryminalni jako dziennikarka Ewa Dobiecka (odc. 14 i 15)
- 2005: Fortuna czyha w lesie jako siostra Zenona Okrzasy
- 2006: Magda M. jako kurator Witkowska (odc. 23 i 31)
- 2006: Mrok jako Ela Abramczyk (odc. 7)
- 2007: Prawo miasta jako Agnieszka Śmigiel (odc. 6, 9 i 10)
- 2007: Futro jako żona Roberta
- 2008: Ile waży koń trojański? jako adwokat
- 2009: Nigdy nie mów nigdy jako Mania, ciotka Amy
- 2009: Siostry jako Matylda Poźniak (odc. 3)
- 2010–2015: Barwy szczęścia jako Edyta Jeleń
- 2010: Usta usta jako Grażyna, szefowa Agnieszki (odc. 5)
- 2010: Belcanto jako Anastazja, żona generała
- 2010: Ratownicy jako Dorota Tarnowska-Biały
- 2010: Nie ten człowiek jako prowadząca program religijny
- 2010: Apetyt na życie jako Krystyna Borecka
- 2011: Prosto w serce jako Elżbieta Milewska, matka Moniki Milewskiej
- 2011: Ojciec Mateusz jako Alicja Lachman, żona Witolda (odc. 89)
- 2011: Ki jako Anna Rutkowska
- 2011: Hotel 52 jako Irena Sadowska (odc. 46)
- 2012: Prawo Agaty jako Agnieszka Matysek, matka Staszka (odc. 6)
- 2012: Komisarz Alex jako Anna Banach, żona Adama (odc. 23)
- 2012: Czas honoru jako Rudnicka, matka Wiktorii (odc. 59)
- 2014: Zbliżenia jako żona ojca Marty
- 2014: Naturalni jako Monika
- 2014: Hardkor Disko jako Pola Wróblewska, matka Oli
- 2014–2019: O mnie się nie martw jako sędzia Agata Zatońska
- 2015: Moje córki krowy jako szamanka
- 2016: Bodo jako Jadwiga Anna Dorota Dylewska-Junod, matka Eugeniusza
- 2017: Ucho Prezesa jako Beata, rzecznik (odc. 5, 14)
- 2017: Wojenne dziewczyny jako Dobrowolska, gospodyni Jurka
- 2017: Ultraviolet jako Elżbieta Wanat (odc. 7)
- 2017–2019: Diagnoza jako anestezjolog Agnieszka Janiak
- 2017: Belfer 2 jako Olga Karska, matka Tymka
- 2018–2020: Rodzinka.pl jako Beata, matka Magdy
- 2018: Plan B jako terapeutka Klary
- 2018: Za marzenia jako „Ruda”, właścicielka mieszkania (odc. 2)
- 2018: Zabawa, zabawa jako prowadząca galę lekarzy
- 2019: Ojciec Mateusz jako Monika Kasiak, żona Marka (odc. 267)
- 2019: Komisarz Alex jako Krystyna Wojnicz, żona Aleksandra (odc. 158)
- 2020: Maryjki jako atrakcyjna klientka
- 2020: Żywioły Saszy. Ogień jako Wiesia Jarusik
- 2021: Komisarz Mama jako Dorota Oleś (odc. 9)
- 2021: Szadź 2 jako wychowawczyni Róża
- od 2021: Papiery na szczęście jako Alicja Kowalczyk
- 2022: Czarny sufit jako Barbara Toporska